# کوه آربابا
آرببا (آربابا) (به کوردی ئاربه‌با)، نام یک کوه در شهر بانه در استان کردستان است،  نام اصلی این کوه آرببا( با فتحه‌ی ب )میباشد علت نامگذاری این کوه این هست در زمستان برف زیادی در این کوه میبارد و زمانی که باد شدید میوزد باد دانه های برف را به هوا میبرد و همانند به باد دادن آرد میباشد و در زبان کوردی به باد دادن آرد میگویند (ئارد بە با) و بە مرور زمان این نام بە ئاربەبا تغییر یافتە.این کوه ۲۲۲۰ متر ارتفاع دارد و در جنوب شهر بانه قرار دارد.
پارک دوکانان و پیر مراد در دامنه‌ی این کوه قرار دارند.